# وظائف تنفيذية

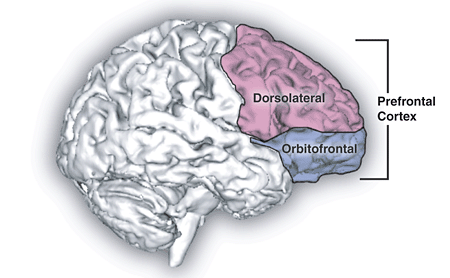

الوظائف التنفيذية (والتي تعرف أيضاً باسم التحكم المعرفي و النظام الانتباهي الإشرافي) هو مصطلح شامل لإدارة (أي التحكم والضبط) للعمليات المعرفية، بما في ذلك، الذاكرة العملية والتعقّل والمرونة المعرفية وحل المشكلات، بالإضافة إلى التخطيط والتنفيذ.
إن مفهوم النظام التنفيذي في علم النفس هو نظام افتراضي معرفي يقوم بالتحكم وبإدارة العمليات المعرفية الأخرى، بما فيها الوظائف التنفيذية.
تعد منطقة القشرة أمام الجبهية في الفص الجبهي للدماغ المسؤولة، ولكنها ليست الوحيدة، عن أداء تلك الوظائف في جسم الإنسان.

## لمحة عامة
الوظائف التنفيذية (يُشار لهذه الوظائف مجتمعة باسم الوظيفة التنفيذية والتحكم المعرفي)، هي مجموعة من العمليات المعرفية الضرورية للتحكم المعرفي بالسلوك عن طريق اختيار ورصد السلوكيات التي تيسر تحقيق الأهداف المطلوبة. تتضمن الوظائف التنفيذية مجموعةً من العمليات المعرفية الأساسية مثل التحكم الانتباهي والكف المعرفي والتحكم التثبيطي والذاكرة العاملة والمرونة المعرفية. تتطلب الوظائف التنفيذية العليا استخدام عدة وظائف تنفيذية أساسية في آنٍ واحد وتتضمن التخطيط والذكاء السائل (مثل الاستدلال وحل المشكلات). 
تتطور الوظائف التنفيذية وتتغير تدريجيًا خلال فترة حياة الفرد ويُمكن للشخص تحسينها في أي وقت يشاء خلال حياته. وعلى نحو مماثل، يُمكن أن تتأثر العمليات المعرفية هذه بشكل عكسي بواسطة مجموعة متباينة من الأحداث التي قد تُصيب الفرد في فترات حياته. تُستخدم الاختبارات النفسية العصبية (مثل اختبار ستروب) ومقاييس التصنيف (مثل مقياس قائمة التقدير السلوكي للوظائف التنفيذية) في قياس الوظائف التنفيذية. تُجرى هذه الاختبارات كجزءٍ من تقييم أكثر شمولية لتشخيص الاضطرابات العصبية والنفسية.
يُمثل كل من التحكم المعرفي وضبط المثير، اللذان يرتبطان بالإشراط الاستثابي والإشراط الكلاسيكي، عمليتين متعاكستين (داخلي مقابل خارجي أو محيطي) متصارعتين مع بعضيهما للظفر بالتحكم في سلوكيات الفرد المستثارة. تمتلك وظيفة الكف المعرفي أهمية بالغة بسبب قدرتها على إبطال الاستجابات السلوكية المُحفزة بمنبه (ضبط المثير السلوكي). تمتلك القشرة أمام الجبهية أهميةً أيضًا لكنها غير كافية لوحدها في التحكم بالوظائف التنفيذية؛ فعلى سبيل المثال، تمتلك النواة الذنبية ونواة أسفل المهاد أدوارًا في التوسط في وظيفة الكف المعرفي.
يختل عمل التحكم المعرفي في حالات الإدمان واضطراب نقص الانتباه مع فرط النشاط وطيف التوحد، إضافة إلى عدة اضطراباتٍ للجهاز العصبي المركزي. تُهيمن الاستجابات السلوكية المُحفزة بمنبه مُجزي على سلوكيات الفرد الذي يعاني من الإدمان.

## التشريح العصبي
جرت العادة على اعتبار أن الوظائف التنفيذية تُدار من قبل مناطق القشرة أمام الجبهية الموجودة في الفص الجبهي، لكن هذا الأمر لا يزال محل جدل واسع. على الرغم من إشارة المقالات العلمية لحصول اختلالات في الوظائف التنفيذية بعد إصابة الفص أمام الجبهي باعتلالات معينة، فقد وجدت مراجعة بحثية أن المقاييس المستخدمة لقياس الوظائف التنفيذية تتحسس هذه الاضطرابات في الفص الجبهي ولكنها غير متخصصة به، وهذا يعني لعب مناطق الدماغ الجبهية وغير الجبهية دورًا مهمًا في صيانة الوظائف التنفيذية. يُرجح اشتراك الفص الجبهي في جميع الوظائف التنفيذية، لكنه ليس منطقة الدماغ الوحيدة المشتركة في هذه الوظائف.
حددت دراسات التصاوير العصبية وآفات الدماغ الوظائف المرتبطة بمناطق محددة من القشرة أمام الجبهية والمناطق الأخرى المتصلة بها.
- القشرة أمام الجبهية الظهرانية الوحشية: تُعنى هذه المنطقة بالمعالجة المتصلة للمعلومات عن طريق دمج أبعاد مختلفة للمعرفة والسلوك. نتيجة لهذا، وُجد أن هذه المنطقة مرتبطة بكل من الإجادة الشفوية والتصميمية، وقابلية الحفاظ وتغيير المهام، والتخطيط، وتثبيط الاستجابة، والذاكرة العاملة، والمهارات التنظيمية، والاستدال، وحل المشكلات، والتفكير المجرد.[11]
- القشرة الحزامية الأمامية: تُعنى هذه المنطقة بالمحفزات العاطفية والخبرة والتكامل. تتضمن الوظائف المعرفية المتصلة بهذه المنطقة تثبيط الاستجابات غير اللائقة واتخاذ القرارات والسلوكيات المحفزة. تؤدي الآفات التي تصيب هذه المنطقة لحصول حالات من ضعف التحفيز مثل اللامبالاة أوفقد الإرادة أو الخرس اللاحركي وقد تتسبب في ضعف التحفيز تجاه بعض الاحتياجات الأساسية مثل الطعام والشراب وعدم اهتمامٍ بالنشاطات الحرفية والاجتماعية والجنسية.[12][13]
- القشرة الجبهية الحجاجية: تلعب هذه المنطقة دورًا أساسيًا في التحكم في الدافعية والحفاظ على المهام ورصد السلوك الراهن والسلوكيات الاجتماعية الملائمة. تلعب القشرة الجبهية الحجاجية أدوارًا في تمثيل قيمة المكافآت اعتمادًا على المنبهات الحسية وتقييم التجارب العاطفية الشخصية. يُمكن للآفات في هذه المنطقة أن تتسبب في إزالة التثبيط والاندفاعية والانفعالات العدوانية والفوضى الجنسية وتطور سلوك معادٍ للمجتمع.[10]

علاوة على هذا، يُشير الباحثان ألفاريز وإيموري في مراجعتهما البحثية إلى: «امتلاك الفص الجبهي لاتصالات متعددة مع مناطق قشرية وتحت قشرية ومواقع في جذع الدماغ. تنشأ أساسيات الوظائف المعرفية العليا مثل التثبيط ومرونة التفكير وحل المشكلات والتخطيط والتحكم في الدافعية وتكوين المفاهيم والتفكير المجرد والأفكار الإبداعية من صيغ معرفية وسلوكية بسيطة وذات مستوى أدنى. لذا يجب أن يتسع مفهوم الوظيفة التنفيذية بما فيه الكفاية ليتضمن التراكيب الممثلة لجزءٍ متنوعٍ وواسع من الجهاز العصبي المركزي»
قد يكون للمُخيخ دورٌ في التوسط في وظائف تنفيذية محددة.

## الدور المفترض للوظائف التنفيذية
يُعتقد اضطلاع النظام التنفيذي في معالجة المواقف المستجدة التي تخرج عن السياق المألوف وغير القابلة للمعالجة باستخدام العمليات النفسية الذاتية المعتمدة على أنماط مُتعلَّمة وسلوكيات مُعدة مسبقًا. حدد عالما النفس دون نورمان وتيم شاليس خمسة أنواع من المواقف التي لا يُمكن ضمان أفضل أداء فيها من خلال تنشيط السلوكيات المعتادة:
1. المواقف التي تشتمل على التخطيط واتخاذ القرارات.
2. المواقف التي تشتمل على تصحيح الأخطاء وحل المشاكل.
3. المواقف التي لم يُحضَّر لها جيدًا من قبل أو التي تحتوي على تسلسل جديد من الأحداث.
4. المواقف الخطرة أو التي يُواجه فيها الشخص صعوبةً من الناحية التقنية.
5. المواقف التي تتطلب التغلب على استجابة قوية ومعتادة أو التي يحتاج فيها الشخص إلى مقاومة الإغواء.

الاستجابة سابقة المُكنة، هي الاستجابة التي يكون التعزيز الفوري (إيجابي أو سلبي) الخاص بها متوفرًا أو كان قد ارتبط بهذه الاستجابة في وقت سابق.
يُلجئ إلى الوظائف التنفيذية عادةً عند بروز حاجة ملحة لتخطي الاستجابات سابقة المُكنة التي قد تُستثار تلقائيًا من خلال المنبهات الموجودة في المحيط الخارجي. على سبيل المثال، عند مواجهة الشخص لمنبه مجزٍ مُحتمل، مثل قطعة شهية من كعكة الشوكولاتة، فربما يُبادر لأخذ قضمة منها كاستجابة تلقائية لهذا المنبه. مع ذلك، وعند تعارض هذا السلوك مع خططٍ داخلية لهذا الشخص (كأن يكون الشخص مصممًا على عدم تناول كعكة الشوكولاتة أثناء اتباعه لحمية غذائية)، فربما تتدخل الوظائف التنفيذية لتثبيط هذه الاستجابة.
على الرغم من قابلية ردع الاستجابات سابقة المُكنة من خلال التكيف، فقد تبرز مشاكل في نشوء الفرد والثقافة عند تغليب التوقعات الثقافية على مشاعر الصواب والخطأ أو عند تغليب التثبيطات التنفيذية على الحوافز الإبداعية.

## المنظور التاريخي
على الرغم من الزيادة الملحوظة في عدد البحوث العلمية المتعلقة بالوظائف التنفيذية وأساساتها العصبية في السنوات الأخيرة، فإن الإطار النظري لها ليس جديدًا على الإطلاق. في وقتٍ ما من أربعينيات القرن العشرين، حدد عالم النفس البريطاني دونالد برودبنت أوجه الاختلاف بين العمليات «التلقائية» و«المُنضبطة» (والتي وصفها العالمان شيفرين وشنايدر بصورة أشمل في 1977)، وقدَّم مفهوم التحكم الانتباهي الذي يرتبط بشدة مع مفهوم الوظائف التنفيذية. في 1975، استخدم عالم النفس الأمريكي مايكل بّوزنر مصطلح «التحكم المعرفي» في أحد فصول كتابه المعنون «التحكم الانتباهي والمعرفي».
مهدت الأعمال البحثية للباحثين المُلهمين، مثل مايكل بّوزنر وخواكين فاستر وتيم شاليس وزملائهم في ثمانينيات القرن العشرين (ومن لحقهم مثل تريفر روبنز وبوب نايت ودون ستاس وغيرهم آخرين)، الطريق للأبحاث الحالية عن الوظائف التنفيذية. على سبيل المثال، اقترح بّوزنر وجود فرع «تنفيذي» منفصل ضمن نظام الانتباه، مسؤولٍ عن تركيز انتباه الشخص تجاه جوانب مُختارة من البيئة المحيطة. اقترح عالم النفس العصبي تيم شاليس شيئًا مشابهًا، إذا أشار إلى تحكم الدماغ بالانتباه من خلال «نظام رقابي»، والذي يُمكنه تخطي الاستجابات التلقائية وتفضيل جدولة السلوكيات على أساس خطط ونوايا الشخص. خلال هذه الحقبة، ساد توافق في آراء الباحثين أن هذا النظام موجود في الجزء الأمامي الأقصى من الدماغ، أيْ في القشرة أمام الجبهية.
اقترح عالم النفس ألان باديلي نظامًا مشابهًا لهذا ضمن نموذجه عن الذاكرة العاملة، وأشار إلى حتمية وجود مكوّن (الذي أسماه «المكون التنفيذي المركزي») يسمح بالتلاعب بالمعلومات أثناء فترة مكوثها في الذاكرة قصيرة الأمد (عند إجراء عملية حسابية ذهنية مثلًا).

## أمثلة
من الأمثلة على الوظائف التنفيذية:
- تحديد هدف،
- التخطيط الاستراتيجي للوصول إلى الهدف،
- تقدير الصعوبات والمعوقات التي تحول دون الوصول إلى الهدف
- ترتيب الأولويات
- التحكم بالمشاعر والاندفاعات العاطفية
- توجيه الانتباه الإرادي